# Bravo (banda)
Bravo fue un grupo español de los años 80. La banda fue formada en 1982, aunque su lanzamiento al público se produjo en 1984. El conjunto estaba formada por Amaya Saizar, Yolanda Hoyos (durante la primera etapa), Luis Villar, Esteban Santos y María Caneda (en el segundo álbum). 
Saltó a la fama cuando fueron elegidos para representar a España en 1984 en Festival de la Canción de Eurovisión, después de que TVE acabase con cero puntos en 1983.
Interpretaron en Luxemburgo la canción Lady, Lady y finalizaron en tercer lugar con 106 puntos, y se convirtió en un gran éxito en España, Alemania e Hispanoamérica. La banda fue invitada a muchos programas de Hispanoamérica y participó en el Festival Internacional de Viña del Mar. Tras la marcha del grupo de Yolanda Hoyos entró en la formación la cantante María Caneda. Lanzaron dos álbumes antes de disolverse en 1986 y continuar su carrera por separado pese al éxito generado, debido a diferencias entre sus integrantes.

## Discografía

### Álbumes
- 1984 Bravo
- 1985 Noche a noche
- 2000 Bravo, todas sus grabaciones

### Sencillos
- Lady, Lady
- Dónde está
- Sólo soy
- Secreto
- Una nueva vida
- Bang, bang